# Eiji Aoki
Eiji Aoki (青木英二, Aoki Eiji) és un polític japonés. Actualment és alcalde del districte especial de Meguro per cinqué mandat consecutiu. També ha estat membre de l'Assemblea Metropolitana de Tòquio per dos mandats i membre de l'Assemblea Municipal de Meguro també per dos mandats. Sa germana, Sanae Aoki, també va ser membre de l'assemblea municipal i el seu fill, Eita Aoki, actualment n'és membre.
Eiji Aoki va nàixer el 29 de març de 1955 al districte especial de Meguro. Es graduà a la facultat d'economia de la Universitat de Keiō. L'any 1983 fou elegit membre de l'Assemblea Municipal de Meguro, sent reelegit l'any 1987 i renunciant l'any 1991, poc abans d'acabar el seu segon mandat. Aquell mateix any fou elegit membre de l'Assemblea Metropolitana de Tòquio pel districte electoral de Meguro, romanent al càrrec per un curt mandat fins a l'any 1993 i, posteriorment, sent reelegit l'any 2001 fins al 2004.
Amb el suport del Partit Democràtic (PD), Aoki es presentà el 25 d'abril de 2004 a les eleccions a alcalde de Meguro després que el fins aleshores alcalde, Katsuichi Yakushiji es suïcidara al càrrec. Va guanyar les eleccions, derrotant el candidat del Partit Liberal Democràtic (PLD), Masahiko Sakurai i la candidata del Partit Comunista del Japó (PCJ), la peridista Masako Nakamura. L'any 2008 fou reelegit alcalde de Meguro, aquesta vegada amb el suport d'a més del PD, del PLD, el Kōmeitō i el Partit Socialdemòcrata (PSD). A les eleccions a l'alcaldia de Meguro de 2012 va ser reelegit per tercera vegada amb el suport del PD, Kōmeitō i PSD. L'any 2016 tornà a ser reelegit per quarta vegada a les eleccions a l'alcaldia. A les eleccions a l'alcaldia de Meguro de 2020, el PLD tractà d'aconseguir un candidat pròpi, però finalment va elegir a Aoki; per altra banda, el Partit Democràtic Constitucional (PDC), hereu del seu antic partit, el PD, va presentar un candidat alternatiu d'esquerres amb el suport del PCJ, el PSD i la Xarxa d'Habitants de Tòquio.